# Als das Licht ausging
Als das Licht ausging (Originaltitel: Where Were You When the Lights Went Out?) war der vorletzte Kinofilm von Doris Day. Er erschien 1968; Regisseur war Hy Averback.

## Handlung
In New York gibt es einen großen Stromausfall, von dem etwa 30 Millionen Menschen betroffen sind. Einer von ihnen ist Waldo Zirrer, der gerade zu dem Zeitpunkt eine Tasche mit zwei Millionen Dollar Bargeld aus seiner Firma entwenden will. 
Die berühmte Bühnenschauspielerin Maggie Garrison muss ihre Abendvorstellung wegen des Stromausfalls abbrechen und erwischt – als sie deshalb vorzeitig nach Hause kommt – ihren Ehemann Peter mit einer anderen Frau, der Reporterin Roberta Lane. Wütend verlässt Maggie die Wohnung und schlägt sich durch das Verkehrschaos zu ihrem Landhaus nach Connecticut durch. 
Hier findet durch Zufall auch Waldo Zirrer, der flüchtige Dieb, Zuflucht. Versehentlich trinkt er einen Schlaftrunk, den sich die bereits angetrunkene Maggie zubereitet hat, die den Ehebruch ihres Mannes vergessen will. Dies führt dazu, dass sowohl Waldo als auch Maggie in Tiefschlaf fallen.
Den Ehemann Peter packt die Reue und er folgt Maggie nach Connecticut, um sich bei ihr zu entschuldigen. Hier muss er allerdings entdecken, dass seine Frau mit einem ihm unbekannten Mann auf dem Sofa liegt, und da beide natürlich nicht erklären können, warum dies der Fall ist, ist das Beziehungschaos komplett.
Der am nächsten Morgen ebenfalls im Landhaus eintreffende Ladislaus Walichek, der Manager von Maggie, versucht, die Garrisons auseinanderzubringen, um Maggie zu einem neuen Vertrag mit Hollywood überreden zu können. Walichek zwingt Zirrer, ihm dabei zu helfen, Maggie davon zu überzeugen, dass sie gemeinsam mit Zirrer Ehebruch begangen hat. Trotzdem versöhnen sich Maggie und Robert am Ende – nur als Maggie neun Monate später Mutter eines Kindes wird, stellt sich die Frage erneut, was in der Nacht passiert ist.

## Rezeptionsgeschichte
In der Fachliteratur wird Doris Days vorletzter Spielfilm als ihr schlechtester angesehen. Insbesondere werden die sexuellen Anspielungen des Drehbuchs als ihrem damaligen Alter kaum angemessen empfunden. Ein Jahr später zog sich die Schauspielerin endgültig von der Leinwand zurück.

## Kritiken
„Etwas ausgelaugte, leichte Komödienunterhaltung mit wenigen originellen Gags, die den Originalstoff, ein französisches Bühnenstück aus den 50er Jahren, in den großen Stromausfall einbettet, der New York im November 1965 heimsuchte.“

Cinema fand den Film „zu zotenlastig“. „Trotz einiger putziger Slapstickeinlagen“ springe der Funke nicht aufs Publikum über.

## Hintergrund
Hintergrund der Handlung ist der New York Blackout, ein Stromausfall, der 1965 Teile New Yorks und des amerikanischen Nordostens verdunkelte.
Der noch völlig unbekannte Morgan Freeman blieb für eine kleine Rolle als Pendler im Abspann ungenannt.